# Viatcheslav Atavine
Viatcheslav Vladimirovitch Atavine (en russe : Вячеслав Владимирович Атавин, en anglais Vyacheslav Atavin), né le 4 février 1967 à Krasnodar (URSS, aujourd'hui Russie), est un ancien joueur de handball soviétique puis russe évoluant au poste d'arrière gauche.

## Biographie
En sélection nationale, il est notamment champion olympique en 1988 et vice-champion du monde en 1990 avec l'URSS puis double champion du monde en 1993 et 1997 et champion d'Europe en 1996 avec la Russie. 
En club, Atavine a commencé sa carrière au Dinamo Astrakhan avant de rejoindre le Neva St-Pétersbourg. En 1991, comme de nombreux handballeurs de l'ex-URSS, il choisit de s'expatrier et rejoint ainsi le club espagnol du BM Granollers avec lequel il remporte deux Coupes de l'EHF en 1995 et 1996. Un an plus tard, il prend la direction de l'Allemagne et le SC Magdebourg avec lequel il remporte sa troisième Coupe de l'EHF masculine en 1999. En 2000, il retourne au BM Granollers pour deux saisons avant de tenter l'aventure en 2002 en Grèce à l’AS Fílippos Véria qui tente de former une grande équipe avec notamment Alexandre Toutchkine et József Éles. Enfin, entre 2005 et 2007, il termine sa carrière au BM La Roca.

## Palmarès

### Sélection nationale
Jeux olympiques
- Médaille d'or aux Jeux olympiques de 1988 à Séoul,  Corée du Sud

Championnats du monde
- Médaille d'or au Championnat du monde 1993
- Médaille d'or au Championnat du monde 1997
- Médaille d'argent au Championnat du monde 1990

Championnats d'Europe
- Médaille d'or au Championnat d'Europe 1996

Autres
- Médaille d'or aux Goodwill Games de 1990

### En club
Compétitions internationales
- Vainqueur de la Coupe de l'EHF (C3) (3) : 1995, 1996, 1999
- Finaliste de la Coupe Challenge (C4) en 2003

Compétitions nationales
- Vainqueur du Championnat d'URSS (1) : 1990
- Deuxième du Championnat d'Espagne (2) : 1992, 1993
- Vainqueur de la Coupe ASOBAL (1) : 1994
- Vainqueur du Championnat de Grèce (1) : 2003
- Vainqueur de la Coupe de Grèce (1) : 2003

### Distinctions individuelles
- Deuxième meilleur handballeur de l'année en 1988